# Opération Magic Carpet

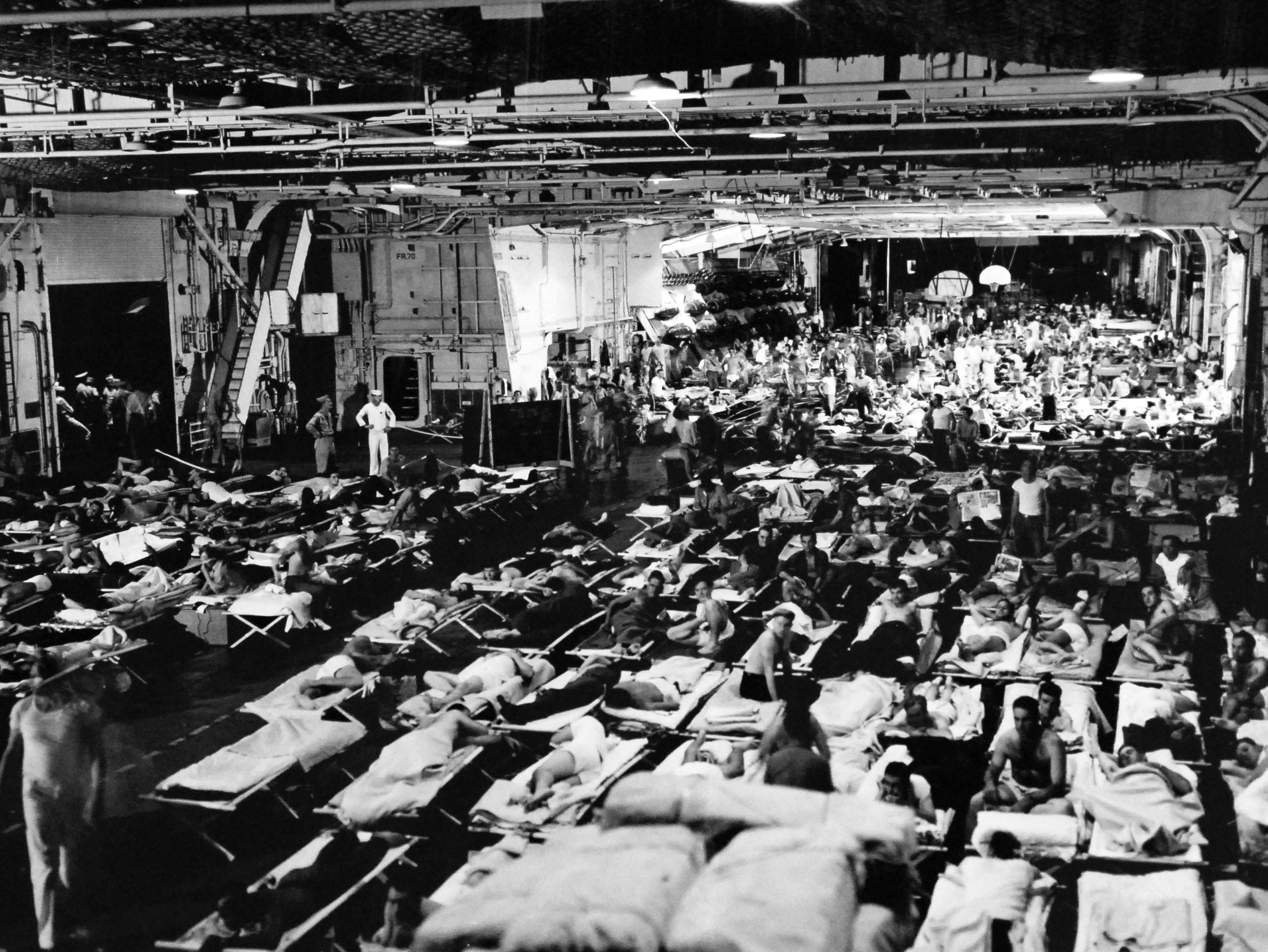
Hangar du porte-avions utilisé comme dortoirs pour GI's durant l'opération Magic Carpet.

Ne doit pas être confondu avec Opération Tapis volant.
L'opération Magic Carpet (en français « Tapis volant ») est une opération menée après la Seconde Guerre mondiale par la War Shipping Administration pour rapatrier plus de huit millions de personnels militaires américains vers les États-Unis depuis les théâtres d'opérations d'Europe, du Pacifique et de Chine, Birmanie et Inde (CBI). Des centaines de Liberty ships, Victory ships et transports de troupes commencèrent à rapatrier les soldats d'Europe dès juin 1945.
À partir d'octobre 1945, plus de 370 navires de l'US Navy furent utilisés pour rapatrier ceux du Pacifique. Des porte-avions, navires de combat, navires hôpitaux et un grand nombre de navires d'assaut furent utilisés. La phase européenne de l'opération Magic Carpet s'acheva en février 1946 tandis que la phase Pacifique continua jusqu'en septembre 1946.

## Source
- (en) Cet article est partiellement ou en totalité issu de l’article de Wikipédia en anglais intitulé « Operation Magic Carpet » (voir la liste des auteurs).

1. ↑  (en) Chris Baker, What Happened to the Battleship: 1945 to the Present, Seaforth Publishing, 30 juillet 2022 (ISBN 978-1-3990-7011-9, lire en ligne), p. 44